# Squash-Mannschaftsweltmeisterschaft der Frauen 1987
Die 5. Mannschafts-Weltmeisterschaft der Frauen (englisch 1987 Women’s World Team Squash Championships) fand vom 7. bis 14. Oktober 1987 in Auckland, Neuseeland, statt. Insgesamt nahmen 14 Mannschaften teil, Japan und Norwegen gaben ihr Debüt.
England verteidigte seinen zwei Jahre zuvor gewonnenen Titel erfolgreich mit einem 2:1-Sieg gegen Australien. Den dritten Platz sicherte sich Gastgeber Neuseeland mit einem 2:1 gegen Irland. Deutschland schloss das Turnier auf dem 7. Platz ab.

## Modus
Die teilnehmenden Mannschaften wurden gemäß ihrer Ergebnisse von der letzten Austragung in zwei Gruppen gelost. Innerhalb der Gruppen wurde im Round-Robin-Modus gespielt. Die beiden bestplatzierten Mannschaften zogen ins Halbfinale ein.
Alle Mannschaften bestanden aus mindestens drei und höchstens vier Spielern, die in der Reihenfolge ihrer Spielstärke gemeldet werden mussten. Pro Begegnung wurden drei Einzelpartien bestritten. Eine Mannschaft hatte gewonnen, wenn ihre Spieler zwei der Einzelpartien gewinnen konnten. Die Spielreihenfolge der einzelnen Partien war unabhängig von der Meldereihenfolge der Spieler.

## Ergebnisse

### Vorrunde

#### Gruppe A
| Rang | Land        | Sp. | S | N | Sp.-Diff. | Punkte |
| ---- | ----------- | --- | - | - | --------- | ------ |
| 1    | England     | 6   | 6 | 0 | 18:0      | 12     |
| 2    | Irland      | 6   | 5 | 1 | 15:3      | 10     |
| 3    | Kanada      | 6   | 4 | 2 | 11:7      | 8      |
| 4    | Niederlande | 6   | 3 | 3 | 9:9       | 6      |
| 5    | Frankreich  | 6   | 2 | 4 | 5:13      | 4      |
| 6    | Wales       | 6   | 1 | 5 | 5:13      | 2      |
| 7    | Norwegen    | 6   | 0 | 6 | 0:18      | 0      |

| England | – | Irland      | 3:0 |
| England | – | Kanada      | 3:0 |
| England | – | Niederlande | 3:0 |
| England | – | Frankreich  | 3:0 |
| England | – | Wales       | 3:0 |
| England | – | Norwegen    | 3:0 |
| Irland  | – | Kanada      | 3:0 |

| Irland | – | Niederlande | 3:0 |
| Irland | – | Frankreich  | 3:0 |
| Irland | – | Wales       | 3:0 |
| Irland | – | Norwegen    | 3:0 |
| Kanada | – | Niederlande | 2:1 |
| Kanada | – | Frankreich  | 3:0 |
| Kanada | – | Wales       | 3:0 |

| Kanada      | – | Norwegen   | 3:0 |
| Niederlande | – | Frankreich | 3:0 |
| Niederlande | – | Wales      | 2:1 |
| Niederlande | – | Norwegen   | 3:0 |
| Frankreich  | – | Wales      | 2:1 |
| Frankreich  | – | Norwegen   | 3:0 |
| Wales       | – | Norwegen   | 3:0 |

#### Gruppe B
| Rang | Land               | Sp. | S | N | Sp.-Diff. | Punkte |
| ---- | ------------------ | --- | - | - | --------- | ------ |
| 1    | Australien         | 6   | 6 | 0 | 18:0      | 12     |
| 2    | Neuseeland         | 6   | 5 | 1 | 15:3      | 10     |
| 3    | Schottland         | 6   | 4 | 2 | 10:8      | 8      |
| 4    | Deutschland        | 6   | 3 | 3 | 8:10      | 6      |
| 5    | Vereinigte Staaten | 6   | 2 | 4 | 7:11      | 4      |
| 6    | Schweden           | 6   | 1 | 5 | 4:14      | 2      |
| 7    | Japan              | 6   | 0 | 6 | 1:17      | 0      |

| Australien | – | Neuseeland         | 3:0 |
| Australien | – | Schottland         | 3:0 |
| Australien | – | Deutschland        | 3:0 |
| Australien | – | Vereinigte Staaten | 3:0 |
| Australien | – | Schweden           | 3:0 |
| Australien | – | Japan              | 3:0 |
| Neuseeland | – | Schottland         | 3:0 |

| Neuseeland | – | Deutschland        | 3:0 |
| Neuseeland | – | Vereinigte Staaten | 3:0 |
| Neuseeland | – | Schweden           | 3:0 |
| Neuseeland | – | Japan              | 3:0 |
| Schottland | – | Deutschland        | 2:1 |
| Schottland | – | Vereinigte Staaten | 2:1 |
| Schottland | – | Schweden           | 3:0 |

| Schottland         | – | Japan              | 3:0 |
| Deutschland        | – | Vereinigte Staaten | 2:1 |
| Deutschland        | – | Schweden           | 2:1 |
| Deutschland        | – | Japan              | 3:0 |
| Vereinigte Staaten | – | Schweden           | 2:1 |
| Vereinigte Staaten | – | Japan              | 3:0 |
| Schweden           | – | Japan              | 2:1 |

### Halbfinale
| England    | – | Neuseeland | 3:0 |
| Australien | – | Irland     | 3:0 |

### Finale
| England                                                       | Finale | Australien                                                         |
| ------------------------------------------------------------- | --- | ------------------------------------------------------------------ |
| Team Lisa Opie Martine Le Moignan Lucy Soutter Alison Cumings | Datum: 14. Oktober 1987 Ort: Auckland \| Lisa Opie \| 9:3, 9:3, 6:9, 9:5 \| Vicki Cardwell \| \| Martine Le Moignan \| 5:9, 9:5, 0:9, 9:6, 5:9 \| Robyn Friday \| \| Lucy Soutter \| 9:6, 9:3, 9:4 \| Sarah Fitz-Gerald \| Resultat: 2:1 | Team Vicki Cardwell Robyn Friday Michelle Martin Sarah Fitz-Gerald |
| Lisa Opie                                                     | 9:3, 9:3, 6:9, 9:5 | Vicki Cardwell                                                     |
| Martine Le Moignan                                            | 5:9, 9:5, 0:9, 9:6, 5:9 | Robyn Friday                                                       |
| Lucy Soutter                                                  | 9:6, 9:3, 9:4 | Sarah Fitz-Gerald                                                  |

## Abschlussplatzierungen
| Rang | Mannschaft     |
| 01.  | England        |
| 02.  | Australien     |
| 03.  | Neuseeland     |
| 04.  | Irland         |
| 05.  | Kanada         |
| 06.  | Schottland     |
| 07.  | BR Deutschland |
| 08.  | Niederlande    |

| Rang | Mannschaft         |
| 09.  | Wales              |
| 10.  | Schweden           |
| 11.  | Frankreich         |
| 12.  | Vereinigte Staaten |
| 13.  | Japan              |
| 14.  | Norwegen           |